# Georges van den Abeelen
Georges van den Abeelen (Elsene 17 mei 1919 - Waterloo 26 mei 1995) was een Belgische personaliteit in de ondernemerswereld en pionier van de belangstelling voor industriële archeologie en erfgoed.

## Levensloop
Doctor in de wijsbegeerte en letteren van de UCL (1943), begon van den Abeelen zijn loopbaan in het onderwijs in Brussel. Hij was ook medewerker van het dagblad La Nation belge.
Hij maakte vervolgens carrière bij het Verbond van Belgische Ondernemingen (VBO), die hij afsloot als algemeen beheerder van deze organisatie. Hij was er uitgever van het tijdschrift Industrie, verantwoordelijk uitgever van het Bulletin van het VBO en van de uitgaven van deze organisatie.
Daarnaast had hij twee belangrijke hobby's. Hij was vooreerst een van de eersten in België die interesse betoonde voor het industrieel erfgoed en voor industriële archeologie. In 1973 stichtte hij het Centre d'archéologie industrielle, dat twee jaar later in Brussel bij het Gemeentekrediet de tentoonstelling organiseerde L'homme et la machine, wat het begin betekende van een aanzienlijker interesse in het onderwerp. Hij was ook betrokken bij de redding van de industriële site Le Grand-Hornu bij Mons. Hij was ook docent aan het Institut supérieur d'histoire de l'art et d'archéologie.
Zijn tweede hobby was de astronomie, die hij beoefende samen met de gouverneur van de Société Générale Max Nokin en met koning Boudewijn I, met wie hij vele jaren bevriend bleef. Hij werd al in 1945 lid van de Société Belge d'Astronomie, die toen onder het voorzitterschap stond van kanunnik Georges Lemaître.

## Publicaties
- Etude comparée sur la diction d'un hymne homérique, UCL, Département d'études grecques, latines et orientales, 1943 (doctoraatsverhandeling).
- Tongres, synthèse de la Belgique romaine. 1. Triomphe et extermination des Eburons, in: "La Libre Belgique", 26 april 1958.
- Tongres, synthèse de la Belgique romaine. 2. Une colonie de légionnaires romains au Limbourg?, in: "La Libre Belgique", 29 april 1958.
- Cartes postales du Nord, in: "Industrie", 1959.
- Les Légions romaines ont-elles stationné à Courtrai?, in: "La Libre Belgique", 8 april 1960.
- Kortrijk en Rome. Overwegingen na grote vondsten, Voordracht gehouden op 4 juni 1962, Kortrijk, Textielverbond, 1962.
- Léon Bekaert, un créateur, in: "Revue Générale Belge", 1962.
- Prospective pour un pays qui devient une ville, in: "Revue Générale belge", 1965.
- L'archéologiqe industrielle: pourquoi?, in: "Société des Sciences, des Arts et des Lettres du Hainaut", 84ste volume, 1971-73.
- L'Archéologie industrielle, overdruk uit: "Industrie" (Revue mensuelle), Fédération des Industries Belges, (1971 of 1972).
  - (Ned. vert., in identieke brochure) De industriële Archeologie, VBO, 1972, 31 p.
- Vijfentwintig jaar koningschap - Les vingt-cinq ans de règne du roi, Brussel, 1976.
- Le Roi Albert: Naissance et avatars d'une mythologie, in: "Actes du Colloque Roi Albert/Handelingen van het Colloquium Koning Albert", Brussel, Algemeen Rijksarchief, 1976.
- Trois portraits, in: "Nous, rois des Belges..., 1831-1981, 150 ans de monarchie constitutionnelle", (samen met Anne van Yperseele de Strihou (red.), André Molitor, Leo Moulin, Luc Schepens, Robert Vandeputte en andere), Brussel, Gemeentekrediet, 1981.
- Drie portretten, in: "Wij, koning der Belgen..., 1831-1981, 150 jaar constitutionele monarchie", (samen met Anne van Yperseele de Strihou (red.) André Molitor, Leo Moulin, Luc Schepens, Robert Vandeputte en andere), Brussel, Gemeentekrediet, 1981.
- L'archéologie industrielle. De l'aventure à la science, Brussel, Racine, 1997.